# Solsonès
Solsonès (hiszp. Solsonés) – comarca (powiat) w prowincji Lleida, w Katalonii, wspólnocie autonomicznej Hiszpanii. Jest częścią historycznego regionu Urgell. Liczy 11 466 mieszkańców i 998,6 km² powierzchni. Stolicą i największym miastem jest Solsona.